# Ibn Furtu
Ahmad b. Furtu, kurz Ibn Furtu (manchmal auch Ibn Fartuwa) lebte im 16. Jahrhundert und war Großimam und Chronist des Staates Bornu westlich des Tschadsees. Als solcher residierte er in der Hauptstadt Birni Gazargamo.
Er schrieb zwei Chroniken in Arabisch, 1576 K. ghazawat Bornu (Buch der Kriegszüge von Bornu) und 1578 K. ghazawat Kanem (Buch der Kriegszüge von Kanem). Das erste beschreibt nach geographischer Anordnung der Kriegszüge des Sultans Idris Alauma (1564–1596): 1. gegen die Sao-Gafata im Bereich des Komadugu Yobe; 2. gegen die Stadt Amsaka südlich des Tschadsees; 3. gegen die Stadt Kano westlich von Bornu; 4. gegen die Tuareg des Air; 5. gegen die Margi und gegen Mandara südlich des Tschadsees; 6. gegen die Ngizim westlich von Bornu und 7. gegen die Sao-Tatala am Rande des Tschadsees und gegen einige Kotoko-Städte. Mit der Ausnahme einiger Hinweise zu den Kriegstaten der fünf Vorgänger Idris Alaumas beschränkt sich Ibn Furtu auf die Darstellung der Heereszüge der ersten zwölf Jahre seines eigenen Sultans. Das Kanem-Buch, das sieben aufeinanderfolgende Heerzüge seines Sultans nach Kanem gegen die Bulala darstellt, ist zeitlich auf vier oder fünf Jahre begrenzt. Hinweise zu älteren Ereignissen am Anfang und am Ende des Buches betreffen die Zerstörung des vorislamischen Nationalheiligtums Mune durch Dunama Dibalemi (1203–1242), die Vertreibung der Sefuwa aus Kanem durch die Bulala und die vorübergehende Wiederbesetzung Njimis, der alten Hauptstadt Kanems durch Idris Katakarmabe (1487–1509). Einige klassische Gedichte und Zitate aus lexikographischen Büchern belegen die solide Ausbildung des Autors. Sein Stil ist vielfach geschnörkelt und fällt durch seinen Archaismus auf.

## Bibliographie
- Dierk Lange: A Sudanic Chronicle: The Borno Expeditions of Idris Alauma (1564–1576), Stuttgart 1987.
- Herbert R. Palmer: The Kanem wars. In: Sudanese Memoirs. Band I, S. 15–81.